# Albert Delin
Albert Delin (Ath, avril 1712 - Tournai, novembre 1771) est un facteur de clavecins hennuyer.

## Réalisations
Dix instruments de sa facture sont conservés : deux clavecins, quatre épinettes, trois clavicythériums et un virginal polygonal. Les premiers datent de 1750.
Les deux clavecins conservés sont, l'un à Berlin, l'autre au château de Maintenon (Eure-et-Loir) :
- Le premier date de 1750 et se trouve au Musikinstrumenten-Museum ;
- Le second de 1768 se situe dans l'antichambre du Maréchal de Noailles, dans le château offert par Louis XIV à Madame de Maintenon. Il est orné d'un décor représentant la scène mythologique de « L'enlèvement d'Europe par Zeus »[1].

Delin est l'un des meilleurs facteurs de son époque. Ses instruments sont de facture très « dépouillée » et traditionnelle, dans la lignée des Ruckers et Couchet.

Quelques instruments d'Albert Delin
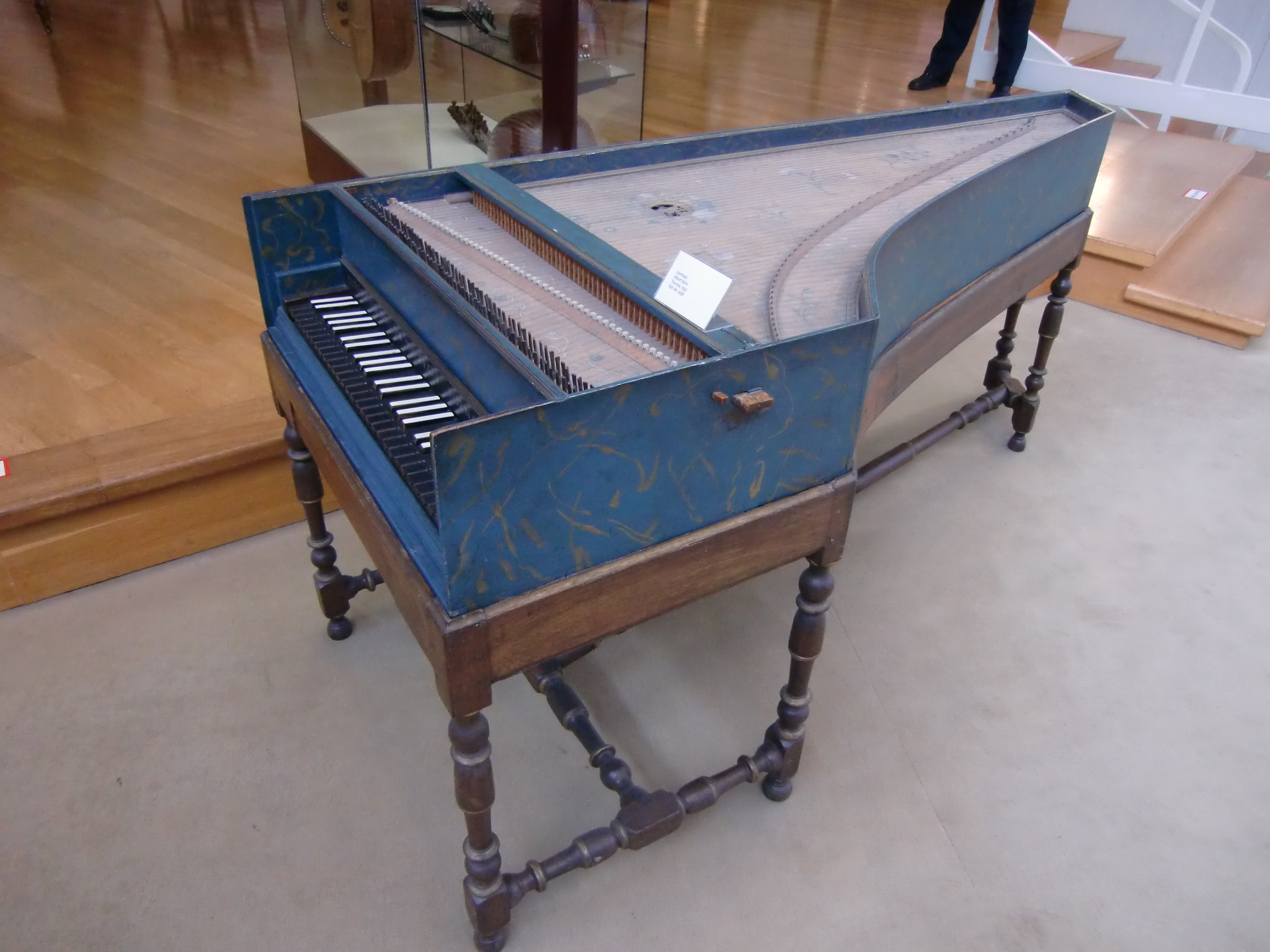
Clavecin de 1750 Berlin, Musikinstrumenten-Museum
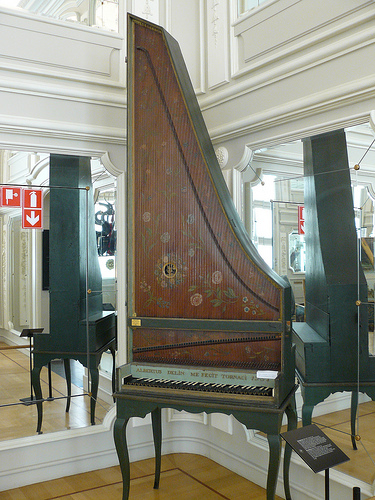
Clavicytherium de 1751 Bruxelles, musée des Instruments de Musique
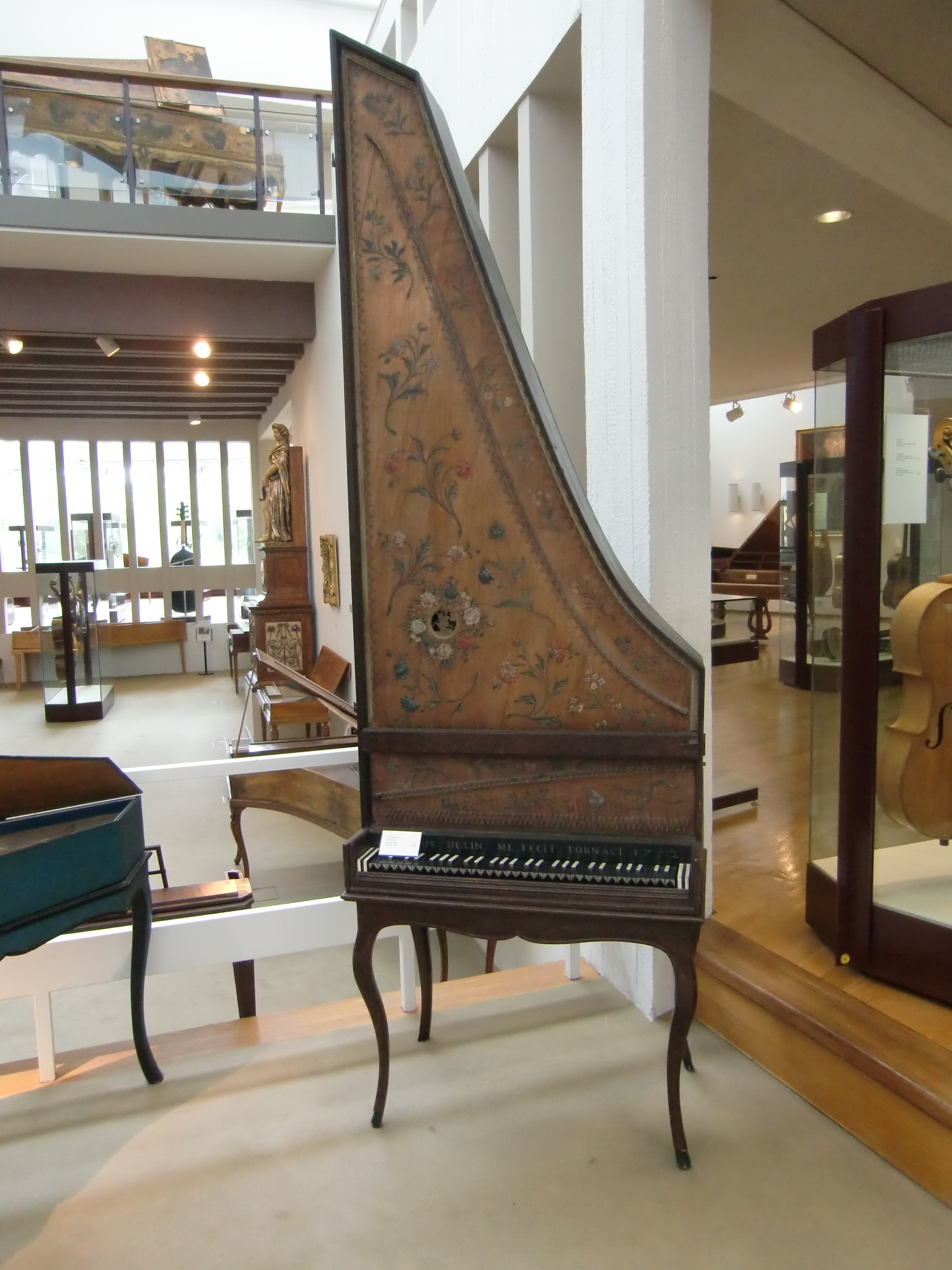
Clavicytherium de 1752 Berlin, Musikinstrumenten-Museum
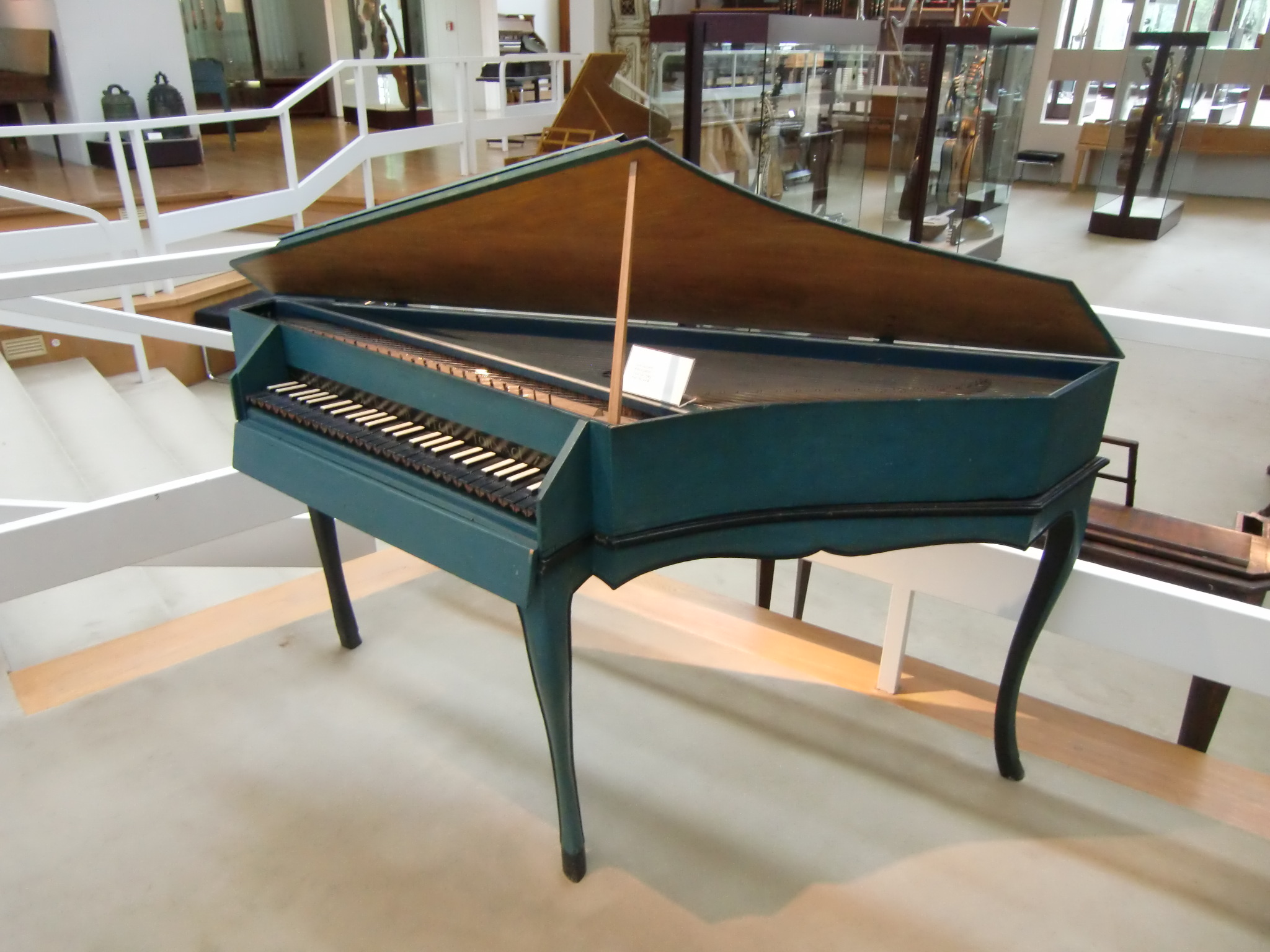
Épinette courbe de 1765 Berlin, Musikinstrumenten-Museum
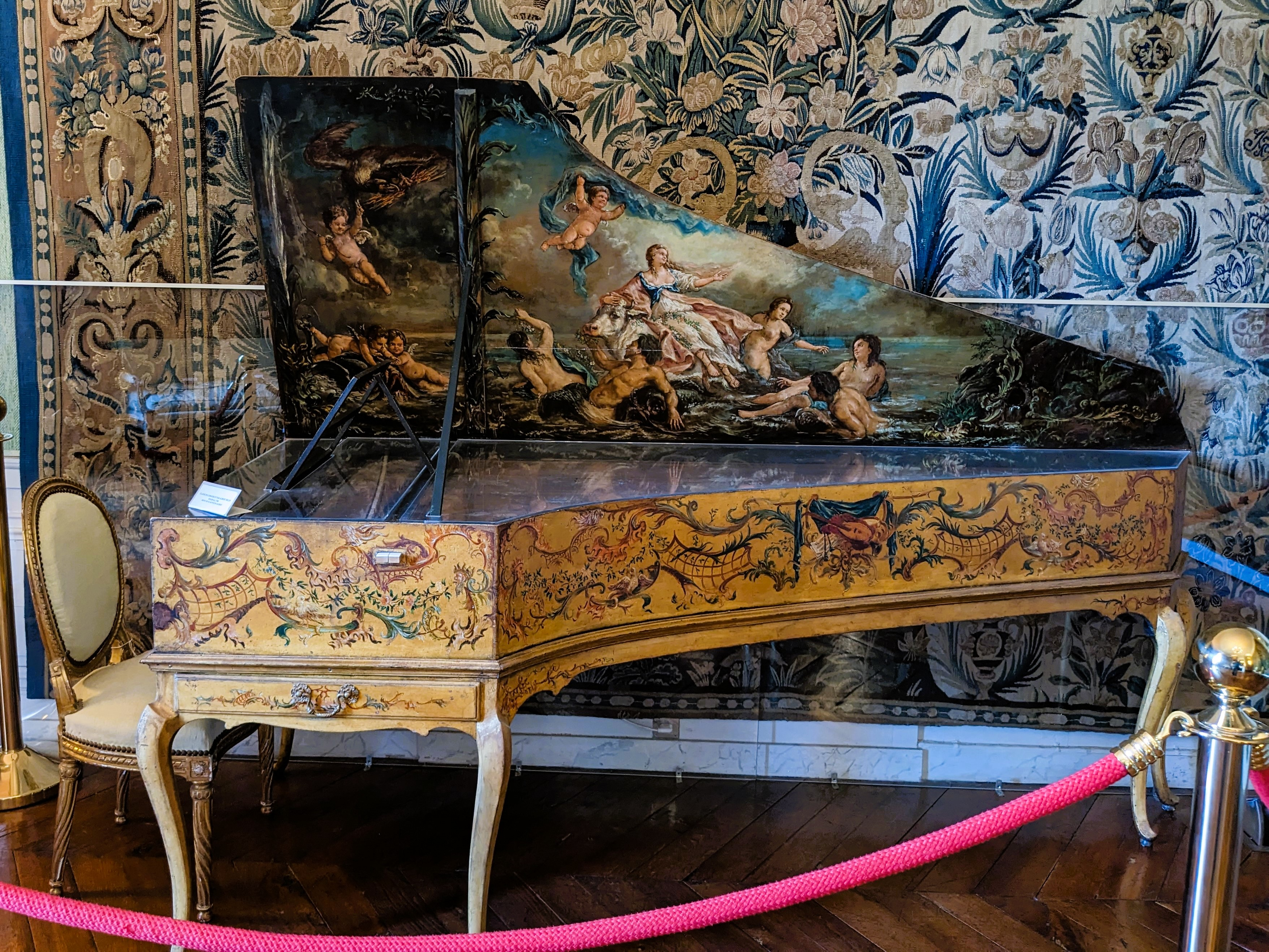
Clavecin de 1768, France, Eure-et-Loir, château de Maintenon[2].